# 국민통합연대
국민통합연대는 2023년에 창당된 대한민국의 정당이다. 창당 당시에는 모두함께라는 이름으로 창당했으나, 2024년 2월 14일에 현재의 당명으로 변경했다.